# Copiapoa hoffmanniana
Copiapoa hoffmanniana es una especie de planta suculenta perteneciente al género Copiapoa, dentro de la familia Cactaceae. Es endémica del norte de Chile (concretamente del desierto de Atacama).

## Descripción
Copiapoa hoffmanniana es una especie de cactus que crece en grupos, formando densos cojines o montículos. Los tallos tienen forma esférica y son de color gris verdoso amarillento.

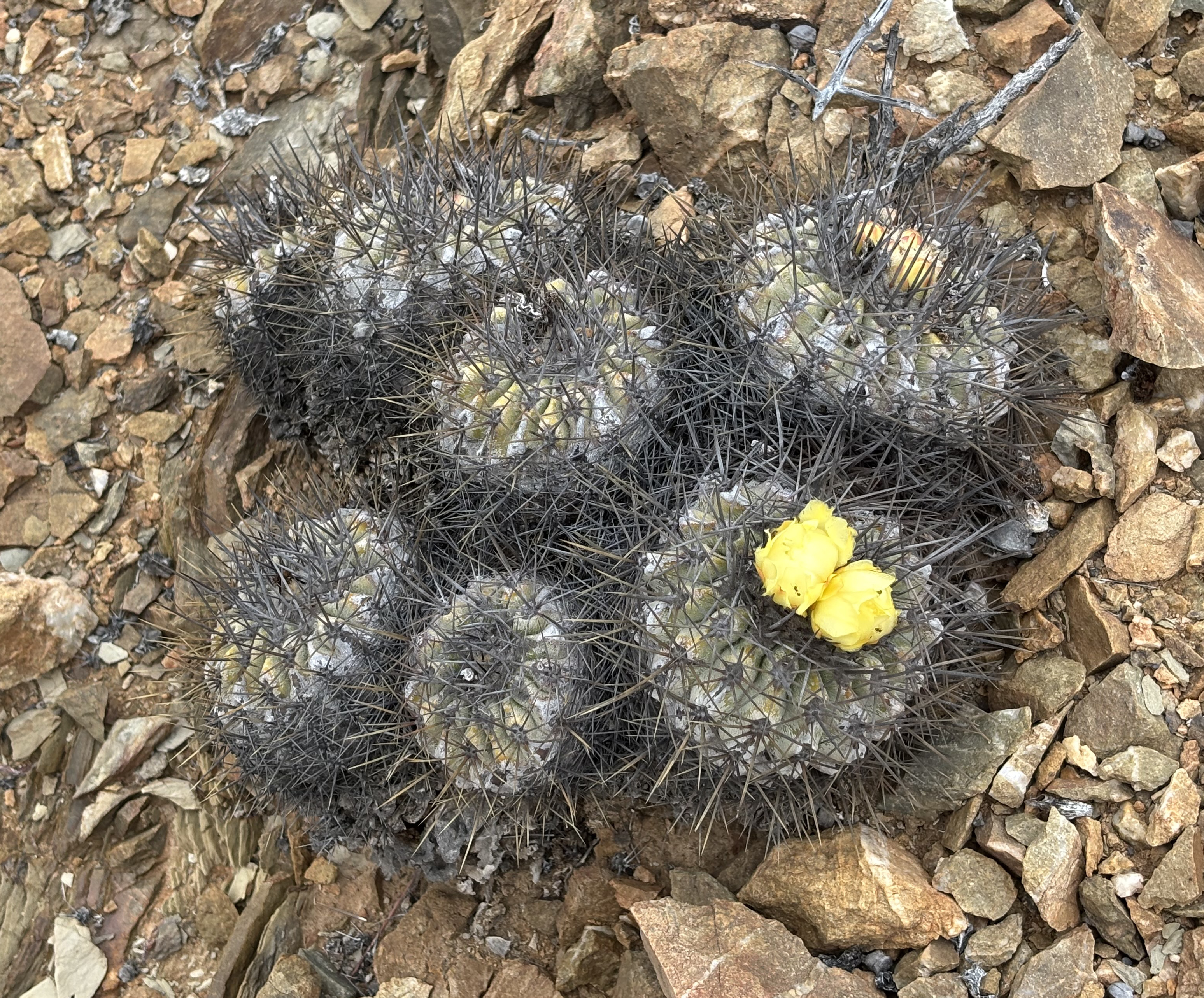
Planta en flor

Presentan múltiples costillas divididas en tubérculos, sobre las que se asienta las areolas. Éstas tiene espinas que van de amarillentas a oscuras.

## Distribución y hábitat

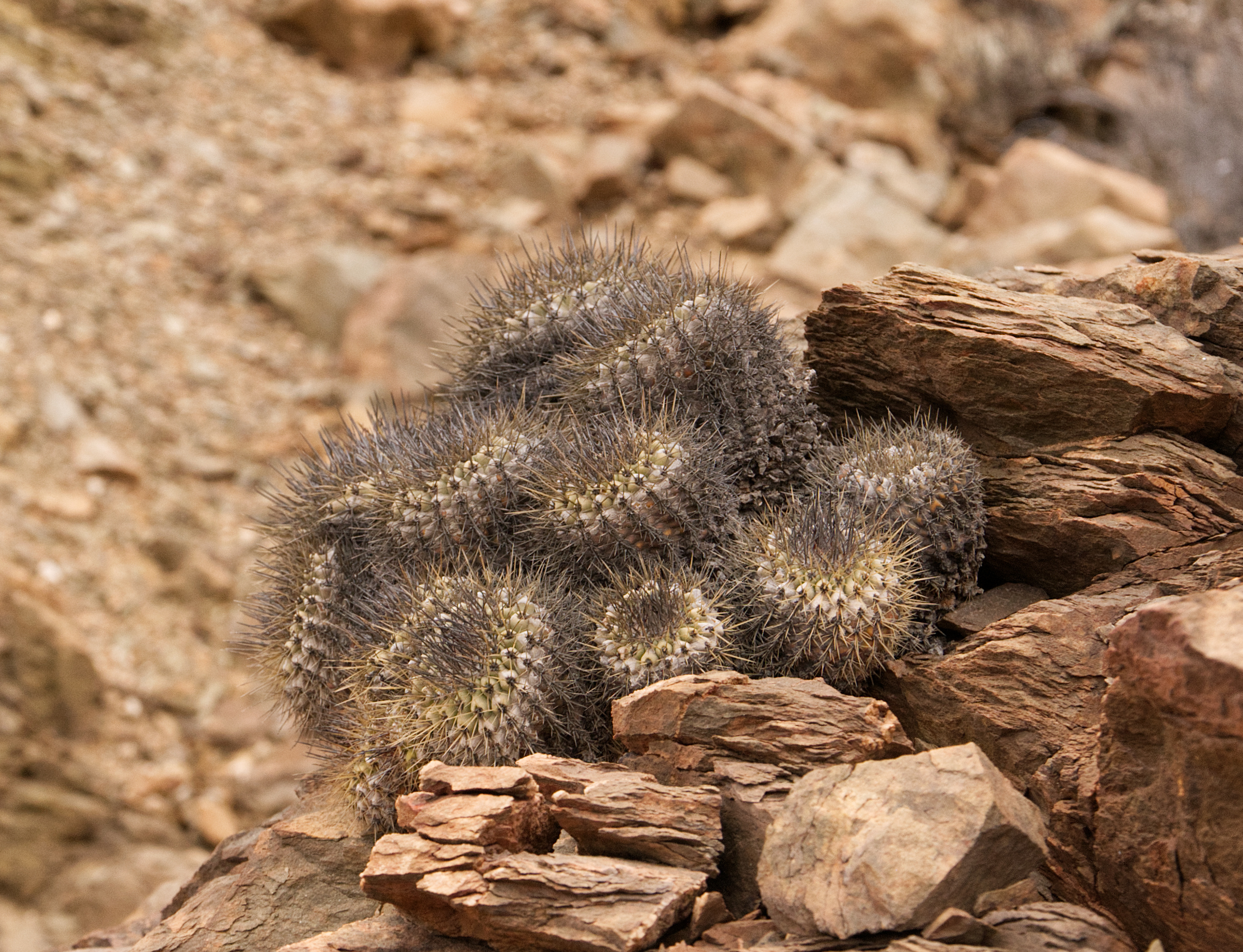
En su hábitat

El área de distribución nativa de esta especie es el norte de Chile (concretamente en el desierto de Atacama) y crece principalmente en biomas desérticos o de matorrales secos.

## Taxonomía
Copiapoa hoffmanniana fue descrita por los botánicos Leonel Pumarino e Ignazio Blando, y publicada por primera vez en la revista científica Piante Grasse 42: 145 en el año 2022.

Etimología
- Copiapoa: nombre genérico que hace referencia a la ciudad chilena de Copiapó, ubicada en el desierto de Atacama, lugar donde se encuentran la mayoría de las especies de este género.
- hoffmanniana: epíteto específico otorgado en honor a Adriana Hoffmann (1940-2022), botánica, bióloga y escritora chilena.[3]

## Usos
Se cultiva principalmente como planta ornamental y su propagación se realiza a través de esquejes o semillas.